# Gabriella Tucci

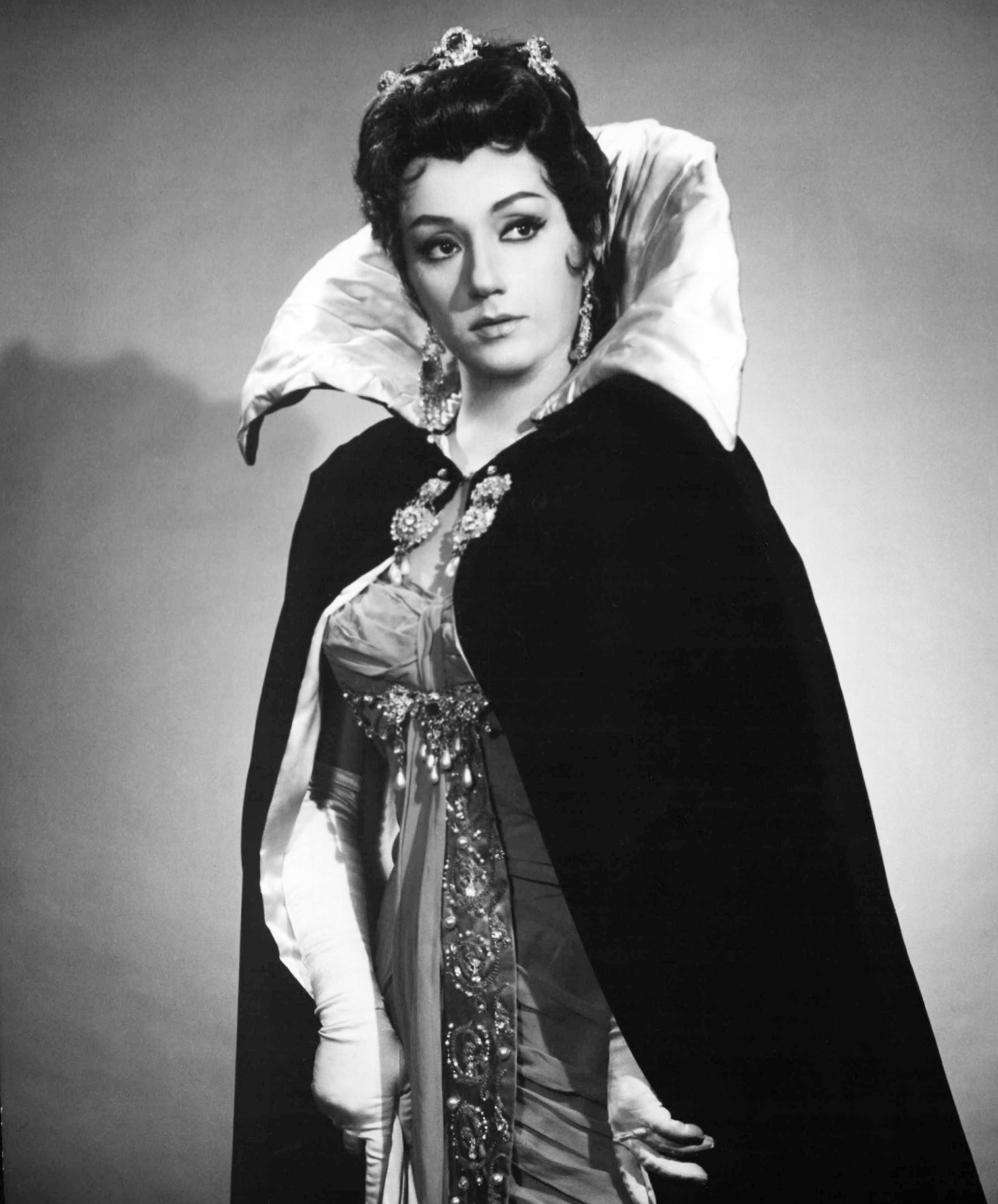
Gabriella Tucci in Tosca, 1968.

Gabriella Tucci (Roma, 4 agosto 1929 – Roma, 9 luglio 2020) è stata un soprano italiano.

## Biografia
Si formò presso il Conservatorio Santa Cecilia con Leonardo Filoni (che divenne poi suo marito), debuttando a Spoleto nel 1951 col Teatro lirico sperimentale ne La forza del destino, a fianco di Beniamino Gigli.
Dopo alcuni anni di "gavetta", nel 1959 vi fu il debutto al Teatro alla Scala di Milano come Mimì ne La bohème e quello negli Stati Uniti alla San Francisco Opera. L'anno seguente debuttò alla Royal Opera House di Londra in Aida ed esordì al Metropolitan Opera in Madama Butterfly. Cantò in 259 rappresentazioni al Met.
Si esibì regolarmente nei principali teatri americani fino al 1972 in molteplici ruoli (Euridice, Marguerite, Leonora de Il trovatore e La forza del destino, Violetta, Aida, Desdemona, Alice e altri), oltre a far ritorno periodicamente in Italia (La Scala, Roma, Verona, Firenze) ed apparire a Vienna, Berlino, Mosca, Tokyo, Buenos Aires.
Fu una versatile cantante-attrice, in grado di affrontare una vasta gamma di ruoli, dal bel canto al verismo, come Elvira ne I puritani, Gilda in Rigoletto, Violetta ne La traviata, Maddalena in Andrea Chénier, Tosca.

## Repertorio
| Ruolo                   | Titolo                              | Autore           |
| ----------------------- | ----------------------------------- | ---------------- |
| Elvira                  | I puritani                          | Bellini          |
| Micaëla                 | Carmen                              | Bizet            |
| Elena                   | Sogno di una notte di mezza estate  | Britten          |
| Glauce                  | Medea                               | Cherubini        |
| Eleonora                | Il furioso all'isola di San Domingo | Donizetti        |
| Maddalena di Coigny     | Andrea Chénier                      | Giordano         |
| Euridice                | Orfeo ed Euridice                   | Gluck            |
| Margherita              | Faust                               | Gounod           |
| Nedda                   | Pagliacci                           | Leoncavallo      |
| Donna Elvira            | Don Giovanni                        | Mozart           |
| Didone                  | Didone                              | Piccinni         |
| Mariola                 | Lo straniero                        | Pizzetti         |
| Bianca de la Force      | I dialoghi delle Carmelitane        | Poulenc          |
| Mimì                    | La bohème                           | Puccini          |
| Floria Tosca            | Tosca                               | Puccini          |
| Cio-Cio-San             | Madama Butterfly                    | Puccini          |
| Liù                     | Turandot                            | Puccini          |
| Kupava                  | La fanciulla di neve                | Rimskij-Korsakov |
| Anaide                  | Mosè e Faraone                      | Rossini          |
| Anna                    | Nabucco                             | Verdi            |
| Medora                  | Il corsaro                          | Verdi            |
| Luisa Miller            | Luisa Miller                        | Verdi            |
| Gilda                   | Rigoletto                           | Verdi            |
| Leonora                 | Il trovatore                        | Verdi            |
| Violetta Valéry         | La traviata                         | Verdi            |
| Maria Grimaldi          | Simon Boccanegra                    | Verdi            |
| Amelia                  | Un ballo in maschera                | Verdi            |
| Donna Leonora di Vargas | La forza del destino                | Verdi            |
| Elisabetta di Valois    | Don Carlo                           | Verdi            |
| Aida                    | Aida                                | Verdi            |
| Desdemona               | Otello                              | Verdi            |
| Mrs Alice Ford          | Falstaff                            | Verdi            |

## Discografia

### Incisioni in studio
- Pagliacci, con Mario del Monaco, Cornell MacNeil, Renato Capecchi, Piero De Palma  - Dir. Francesco Molinari Pradelli - Decca 1959
- Il trovatore, con Franco Corelli, Robert Merrill, Giulietta Simionato, Ferruccio Mazzoli - Dir. Thomas Schippers - EMI 1964

### Registrazioni dal vivo
- Medea (Glauce), Firenze 1953, con Maria Callas, Fedora Barbieri, Carlos Guichandut, Mario Petri - Dir. Vittorio Gui ed. Arkadia/Melodram/GOP
- Il furioso all'isola di San Domingo, Siena 1958, con Nicola Filacuridi, Giuliana Tavolaccini, Ugo Savarese - Dir. Franco Capuana ed. Melodram
- Carmen, Tokyo 1959, con Giulietta Simionato, Mario Del Monaco, Scipio Colombo - Dir. Nino Verchi ed. Melodram
- Aida, RAI-Roma 1960, con Gastone Limarilli, Adriana Lazzarini, Giangiacomo Guelfi, Giuseppe Modesti, dir. Arturo Basile ed. Walhall
- Messa di Requiem (Donizetti), Milano-RAI 1961, con Adriana Lazzarini, Gino Sinimberghi, Philip Maero - Dir. Francesco Molinari Pradelli ed. Memories
- Aida, New York 1962, con Franco Corelli, Irene Dalis, Cornell MacNeil, Giorgio Tozzi - Dir. George Schick - ed. GOP/Myto
- Madama Butterfly, New York 1962, con Carlo Bergonzi, Clifford Harvuot - Dir. Fausto Cleva - ed. Myto
- La traviata, New York 1963, con Barry Morell, Robert Merrill - Dir. Fausto Cleva - ed. Bensar
- Otello, New York 1963, con James McCracken, Robert Merrill - Dir. Georg Solti - ed. Opera Lovers
- Il trovatore, Mosca 1964, con Carlo Bergonzi, Piero Cappuccilli, Giulietta Simionato, Ivo Vinco - Dir. Gianandrea Gavazzeni - ed. Nuova Era/Opera D'Oro
- Turandot, Mosca 1964, con Birgit Nilsson, Bruno Prevedi, Nicola Zaccaria - Dir. Gianandrea Gavazzeni - ed. Melodija/Opera Lovers
- Falstaff, New York 1964, con Anselmo Colzani, Regina Resnik, Mario Sereni, Luigi Alva, Judith Raskin - Dir. Leonard Bernstein - ed. Opera Lovers
- Il trovatore, New York 1964, con Franco Corelli, Robert Merrill, Regina Resnik, Dir. Thomas Schippers - ed. Omega Opera Archive
- Il trovatore, New York 1965, con Bruno Prevedi, Robert Merrill, Biserka Cvejic, Bonaldo Giaiotti - Dir. Georges Prêtre ed. House of Opera
- La forza del destino, New York 1965, con Franco Corelli, Ettore Bastianini, Giorgio Tozzi - Dir. Nello Santi - ed. Melodram/GOP/Myto
- Tosca, New Orleans 1966, con Plácido Domingo, Cesare Bardelli - Dir. Knud Anderson ed. Premiere Opera
- Il trovatore, Roma 1967, con Carlo Bergonzi, Piero Cappuccilli, Fiorenza Cossotto - Dir. Bruno Bartoletti ed. GOP
- Aida, New York 1967, con Flaviano Labò, Elena Cernei, Sherrill Milnes, Jerome Hines, dir. Thomas Schippers ed. House of Opera
- Messa di requiem (Verdi), New York 1968, con Janet Baker, Pierre Duval, Martti Talvela - Dir. George Szell ed. Golden Melodram
- Turandot, New York 1968, con Birgit Nilsson, Sándor Kónya, dir. Zubin Mehta - ed. Opera Lovers
- Simon Boccanegra, New York 1968, con Cornell MacNeil, Jerome Hines, George Shirley - Dir. Francesco Molinari Pradelli - ed. Opera Lovers
- I puritani, Catania 1968, con Luciano Pavarotti, Aldo Protti, Ruggero Raimondi- Dir. Argeo Quadri ed. Nota Blu/Butterfly Music
- La bohème, New York 1969, con Flaviano Labò, William Walker, Jean Fenn, Justino Daiz, dir. Kurt Adler ed. House of Opera
- Aida, Venezia 1970, con Flaviano Labò, Fiorenza Cossotto, Aldo Protti, Ivo Vinco, dir. Fernando Previtali ed. Mondo Musica
- Mosè (in ital.), Roma 1971, con Boris Christoff, Franco Tagliavini, Plinio Clabassi, Lino Puglisi, Carlo Franzini - Dir. Bruno Bartoletti ed. GDS
- Andrea Chenier, New York 1971, con Franco Corelli, Cornell MacNeil, dir. Fausto Cleva ed. Legato
- Don Carlo, New York 1972, con Franco Corelli, Cesare Siepi, Robert Merrill, Fiorenza Cossotto - dir. Francesco Molinari Pradelli ed. Living Stage

## Video
- Otello, dal vivo Tokyo 1959, con Mario Del Monaco, Tito Gobbi - Dir. Alberto Erede ed. VAI
- Aida, dal vivo Tokyo 1961, con Mario Del Monaco, Giulietta Simionato, Aldo Protti, Paolo Washington - Dir. Franco Capuana ed. VAI
- Rigoletto, dal vivo Tokyo 1961, con Aldo Protti, Gianni Poggi, Paolo Washington, Anna Di Stasio - Dir. Arturo Basile ed. VAI
- Pagliacci, dal vivo Tokyo 1961, con Mario Del Monaco, Aldo Protti, Attilio D'Orazi - Dir. Giuseppe Morelli ed. VAI
- Turandot, con Birgit Nilsson, Gianfranco Cecchele, Boris Carmeli, dir. Georges Prêtre - DVD Hardy Classic (video RAI 1968)